# Hans Pfitzner
Hans Pfitzner (5. maj 1869 i Moskva – 22. maj 1949 i Salzburg) var en tysk komponist. Hans musik var i konservativ romantisk stil, og han var meget fjendtligt indstillet over for alt nyt: moderne såvel som samtidig musik. Han polemiserede mod blandt andre Ferruccio Busoni og Arnold Schönberg. 1919–1920 var han leder af Münchens Filharmoniske Orkester. Pfitzner er mest kendt for sine sange og operaen Palestrina (opkaldt efter renæssancekomponisten Giovanni Pierluigi da Palestrina) som anvender senmiddelalderlig polyfoni og har visse stilistiske ligheder med Mestersangerne i Nürnberg. Skrev også 3 symfonier.

## Priser og udmærkelser
- Goetheprisen for 1934 (Goethepreis der Stadt Frankfurt)